# وین سیلنتو
وین سیلنتو (انگلیسی: Wayne Cilento؛ زادهٔ ۲۸ اوت ۱۹۴۹) طراح رقص اهل ایالات متحده آمریکا است.